# Francis Sowerby Macaulay
Francis Sowerby Macaulay FRS (Witney, 11 de fevereiro de 1862 — Cambridge, 9 de fevereiro de 1937) foi um matemático inglês.
Seu campo de trabalho foi a geometria algébrica. É conhecido por seu livro de 1916, The Algebraic Theory of Modular Systems, que influenciou o desenvolvimento da geometria algébrica.
Graduado com distinção no St John's College (Cambridge). Dentre seus alunos incluem-se John Edensor Littlewood e George Neville Watson.
Foi palestrante convidado do Congresso Internacional de Matemáticos em Heidelberg (1904: The intersections of plane curves, with extensions to n- dimensional algebraic manifolds).
Foi eleito membro da Royal Society em 1928.